# Военный совет (Грузия)
Военный совет Республики Грузия (груз. საქართველოს რესპუბლიკის სამხედრო საბჭო) — неконституционный орган, созданный в конце декабря 1991 года, пришедший к власти в ходе военного переворота в Грузии и осуществлявший верховную власть в республике в течение двух месяцев, после чего принял решение о самороспуске и передал власть новообразованному Государственному совету во главе с Эдуардом Шеварднадзе.

## Предыстория
Звиад Гамсахурдия, придя к власти в Грузии в ноябре 1990 года через убедительную победу на парламентских выборах, в течение последовавших пятнадцати месяцев растерял народную популярность и поддержку элит Грузии, к концу 1991 года фактически оказавшись в изоляции. В числе факторов падения его популярности можно отметить тяжелейший экономический кризис, поразивший Грузию после разрыва хозяйственных цепочек советской экономики. Немаловажным фактором также стали ультранационалистические заявления самого Гамсахурдия, оттолкнувшие от него негрузинские этнические группы и умеренных здравомыслящих граждан республики. В августе 1991 года во время путча в Москве президент Гамсахурдия сотрудничал с путчистами, в частности выполнил решение ГКЧП о роспуске Национальной гвардии республики. Сотрудничество с ГКЧП и попытка роспуска Национальной гвардии были очень негативно восприняты в Грузии, привели к фактическому мятежу Национальной гвардии и её командира Тенгиза Китовани и уходу гвардии в Рконский лес, а грузинские политики открыто заговорили о трусости Гамсахурдия.
По-видимому водоразделом для народной поддержки власти Гамсахурдия стали события 2 сентября 1991 года, когда правительственные войска Грузии стреляли в оппозиционную демонстрацию вблизи тбилисского Дома кино. Последовавшие три месяца центр Тбилиси был поделен между враждовавшими силами, на улицах города гибли люди, народная поддержка президента стремительно таяла, а его действия становились хаотическими и непредсказуемыми, представители грузинской элиты стали опасаться за своё будущее и личную безопасность. В такой обстановке и сложился, как сказал Джаба Иоселиани, имея в виду себя и Тенгиза Китовани, союз «известного вора и неизвестного скульптора», приведший их к власти в Грузии.

## Деятельность совета
Военный совет был создан в конце декабря 1991 года, полный состав совета не публиковался и не фиксировался на бумаге. Все приказы, распоряжения и постановления от имени Военного совета публиковались за подписями Тенгиза Китовани и Джабы Иоселиани как членов совета. Есть свидетельства, что третьим членом совета был исполнявший обязанности премьер-министра Грузии Тенгиз Сигуа, однако он никогда не подписывал никаких документов от имени совета.
Декларацией от 2 января 1992 года Военный совет объявил о своём существовании, о низложении президента Грузии Звиада Гамсахурдия, роспуске парламента и отстранении от должности премьер-министра Бесариона Гугушвили. После бегства Гамсахурдия из Тбилиси 6 января 1992 года Военный совет играл роль коллективного главы государства, при этом обязанности премьер-министра были возложены на Тенгиза Сигуа. Целью прихода к власти Военный совет назвал сохранение демократии, стабилизацию общества перед новыми выборами и экономические реформы.
Тенгиз Сигуа сформировал новое временное правительство, министры были назначены без широкого обсуждения, в расчёт принимались репутация и личные рекомендации. В составе нового правительства оказалось довольно много представителей советской номенклатуры с опытом хозяйственного и государственного управления. Правительство в качестве первоочередных мер подняло зарплаты госслужащих и пенсии, отменило госпошлины за приватизацию квартир, а также отменило проводившуюся при Гамсахурдия национализацию предприятий. Министром обороны Грузии был назначен профессиональный военный генерал-лейтенант Леван Шарашенидзе.
Совещательным политическим органом Военного совета стал Политический консультативный комитет, в который были приглашены все политические силы по формуле «все минус один» (подразумевалось исключение лично Звиада Гамсахурдия). Для демонстрации готовности к общенациональному примирению в состав комитета были приглашены как звиадисты, так и представители негрузинских этнических меньшинств. Военный совет сделал несколько важных политических жестов: объявил прессу и медиа свободными и независимыми от государства, освободил из-под ареста осетинского лидера Тореза Кулумбегова, восстановил автономию университетов, принял участие во встрече глав государств СНГ. Также Военный совет сделал важный шаг в государственном строительстве, приняв решение об отмене конституции ГССР 1978 года и восстановлении действия конституции Демократической республики Грузия 1921 года.
Взятие власти Военным советом было воспринято нейтрально-положительно среди глав государств СНГ, но за два с небольшим месяца деятельности Военному совету не удалось достичь заметных успехов в стабилизации обстановки в Грузии и широком международном признании своей легитимности. Этому мешали межэтнические конфликты, политические усобицы, экономический кризис и безвластие в Западной Грузии, постепенно переходившее в гражданскую войну. Международным контактам препятствовал общеизвестный статус Иоселиани как коронованного вора в законе и криминальное прошлое Китовани. В начале марта делегация Военного совета отправилась в Москву к Эдуарду Шеварднадзе с просьбой возглавить Грузию. В течение нескольких дней после его согласия и возвращения в Грузию 10 марта 1992 года Военный совет принял решение о самороспуске и передал власть новообразованному Государственному совету во главе с Эдуардом Шеварднадзе.

## Историческая оценка
Неискушённость Звиада Гамсахурдия как в государственном управлении, так и во внутренней политике за короткий срок привела его к конфликту с сотрудниками государственных органов и силовых структур и с большими этническими группами граждан Грузии, обеспокоенными его ультранационалистической риторикой. Подозрительность и недоверие Гамсахурдия, произвольные аресты по его приказу создали среди грузинской элиты нервозную обстановку и привели многих к опасениям за свою безопасность и свободу. Смещение президента Военным советом не явилось военным переворотом в полном смысле этого слова, так как члены совета ставили своей целью прежде всего не захват власти, а обеспечение своей личной безопасности и сохранение грузинской демократии, для чего им представлялось необходимым отстранить от власти авторитарного ультранационалиста Гамсахурдия.
Переход власти к Военному совету до некоторой степени сгладил конфликты, обострённые прежней администрацией. Однако силовое отстранение президента Гамсахурдия усилило хаос в стране и привело к глубокому расколу в обществе, вскоре перешедшему в гражданскую войну. Лидеры Военного совета не смогли убедительно легитимизировать свою власть ни внутри страны, ни на международной арене и через сравнительно короткий срок были вынуждены обратиться к Эдуарду Шеварднадзе с просьбой возглавить временную власть в Грузии. Приезд Шеварднадзе, создание Государственного совета и одновременный роспуск Военного совета положили начало переучреждению легитимной государственной власти в Грузии.